# Bolitoglossa borburata
Pour les articles homonymes, voir Borburata.
Espèce
Statut de conservation UICN

 NT  : Quasi menacé
Bolitoglossa borburata est une espèce d'urodèles de la famille des Plethodontidae.

## Répartition
Cette espèce est endémique du centre du Venezuela. Elle se rencontre dans les États d'Aragua, de Carabobo et d'Yaracuy. Elle est présente entre 800 et 1 300 m d'altitude.

## Description
Bolitoglossa borburata mesure 46 mm sans la queue.

## Publication originale
- Trapido, 1942 : A new salamander from Venezuela. Boletín, Sociedad Venezolana de Ciencias Naturales, vol. 8, p. 297-301.